# Conte de Noël (téléfilm)
Pour les articles homonymes, voir Conte de Noël (homonymie).
Pour plus de détails, voir Fiche technique et Distribution.
Conte de Noël (Cuento de Navidad en version originale) est un téléfilm de Noël thriller-horreur espagnol réalisé par Paco Plaza et diffusé pour la première fois en 2006.

## Synopsis
Hiver 1985. Un groupe d'enfants, composé de Koldo (Christian Casas), Peti (Roger Babià), Tito (Pau Poch), Eugenio (Daniel Casadellà) et Moni (Ivana Baquero), la seule fille du groupe, trouve une femme, habillée en Père Noël, piégée dans un trou dans les bois. Lorsqu'ils vont au poste de police pour donner l'alerte, ils découvrent que la femme est une dangereuse criminelle, Rebeca Expósito (Maru Valdivieso), ayant dérobé deux millions de pesetas et recherchée pour braquage de banque. Les enfants prennent la décision de ne pas la laisser sortir du trou tant qu'elle ne leur donnera pas son butin. Cependant, une fois qu'elle leur a donné l'argent, et par peur des représailles, ils ne libèrent pas leur prisonnière; après des jours de privation et d'emprisonnement dans la forêt, la voleuse meurt...

## Fiche technique
- Titre français : Conte de Noël
- Titre original : Cuento de Navidad
- Réalisation : Paco Plaza
- Production : Julio Fernández
- Musique : Mikel Salas
- Photographie : Javier Salmones
- Effets spéciaux : David Ambit
- Pays de production :  Espagne
- Tournage :
  - Langues : anglais, français, espagnol
- Société de production et de distribution : Filmax
- Genre : thriller-horreur
- Durée : 71 min
- Dates de sortie : 
  - Espagne : mars 2006 (sorti au cinéma et en DVD)
  - France : 2007 (uniquement sorti en DVD)
  - Royaume-Uni : 2007 (uniquement sorti en DVD)
- Film interdit aux moins de 12 ans.

## Distribution
- Maru Valdivieso : Rebeca Expósito
- Christian Casas : Koldo
- Roger Babià : Peti
- Daniel Casadellà : Eugenio/M.A
- Pau Poch : Tito
- Ivana Baquero : Moni/Leia
- Elsa Pataky : Ekran
- Loquillo : Taylor

## Tournage
- Ce téléfilm fait partie de la gamme de films d'horreur en Espagne, Scary Stories « Películas para no dormir » (Films qui vous tiennent éveillés).

## Autour du film
- Excepté Rebecca et les acteurs vus à la télévision, tous les adultes de ce téléfilm ne sont pas montrés ou ne le sont que partiellement, leurs visages étant toujours cachés derrière un magazine ou hors-champ.